# Phương Lựu

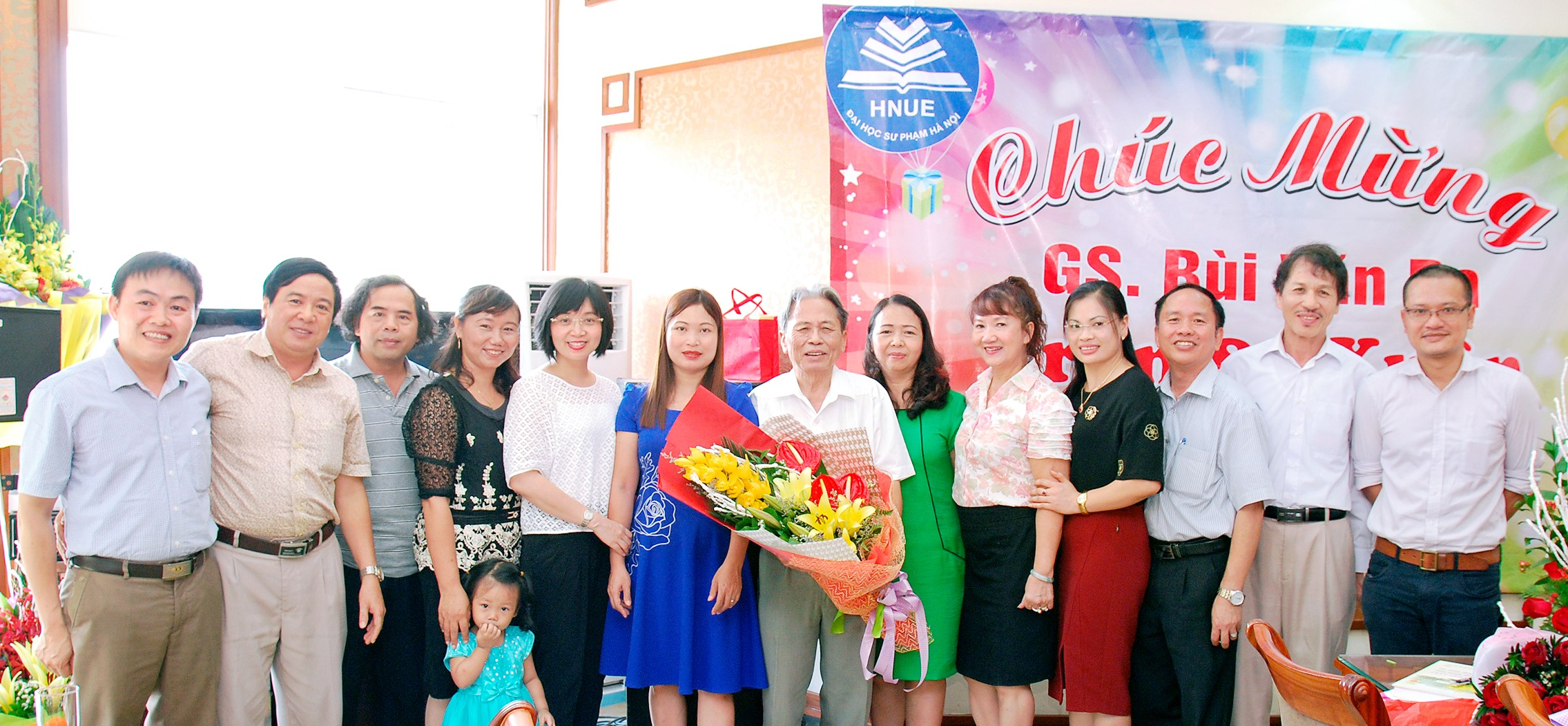
GS.TSKH.Bùi Văn Ba, bút danh Phương Lựu (người đứng giữa, ôm hoa)

Phương Lựu, tên thật là Bùi Văn Ba, là Giáo sư, Tiến sĩ khoa học, nhà văn, nhà lý luận phê bình văn học nổi tiếng người Việt Nam. Ông là một trong những trường hợp hiếm hoi ở Việt Nam vừa đồng thời được nhận Giải thưởng Hồ Chí Minh về Khoa học Công nghệ và Giải thưởng Nhà nước về Văn học Nghệ thuật.

## Tiểu sử
Phương Lựu sinh ngày 27 tháng 6 năm 1936 tại làng Vạn An, xã Nghĩa Thương, huyện Tư Nghĩa, tỉnh Quảng Ngãi trong một gia đình nông dân nghèo có hai anh em, cha mất sớm khi ông mới 2 tuổi. Mẹ ông một mình nuôi ông và người anh của ông, dù còn trẻ trung và xinh đẹp nhưng bà đã từ chối tổng cộng 47 người đàn ông (kể cả những người chưa từng lập gia đình) muốn kết hôn nhưng không thể đáp ứng điều kiện phải nuôi dạy hai đứa con riêng của bà. Thuở nhỏ, ông theo học ở trường tiểu học Vạn An. Từ năm 1947 đến năm 1953, ông học tại trường trung học Lê Khiết, tỉnh Quảng Ngãi. Học giỏi và có người anh trai là liệt sĩ, trong giai đoạn cuối của cuộc kháng chiến chống Pháp, năm 1954, lúc vừa tròn 18 tuổi, Phương Lựu đã được Đảng bộ Liên khu V chọn lựa là một trong những học sinh được gởi ra Việt Bắc và tiếp tục được đưa đi du học. Ông vốn rất giỏi về môn toán và rất ghét môn văn nhưng lại được phân công học văn. Thậm chí thầy giáo dạy văn của ông ở trường Trung học Lê Khiết, Nhà giáo Nhân dân Lê Trí Viễn cứ thấy bài văn ghi tên ông là cho ngay điểm 0. Đến khi đi du học ở Trung Quốc ông vẫn còn ghét môn văn và sau khi được phân công học văn ông đã nhiều lần tìm cách xin đổi nhưng bất thành. Nhưng sau đó, tiểu thuyết Hồng lâu mộng lại khiến ông cảm thấy thích thú với văn học.
Năm 1960, Phương Lựu tốt nghiệp Đại học Sư phạm Bắc Kinh và trở về giảng dạy ở Bộ môn Văn học Trung Quốc tại Trường Đại học Sư Phạm Hà Nội. Năm 1964, ông chuyển sang nghiên cứu và giảng dạy về lý luận văn học cho đến khi nghỉ hưu vào năm 2006. Năm 1965, nghe tin mẹ hy sinh, ông đã xung phong vào miền Nam chiến đấu nhưng không được chấp thuận vì gia đình đã có anh trai là liệt sĩ. Khi quân Mỹ tiến hành chiến tranh phá hoại miền Bắc, Phương Lựu là một trong những chiến sĩ tự vệ và đã góp phần bắn rơi máy bay Mỹ. Năm 1987, ông bảo vệ luận án Phó tiến sĩ và năm 1994 tiếp tục bảo vệ thành công luận án Tiến sĩ khoa học ở trong nước chỉ bằng việc tự học, ông là người đầu tiên và duy nhất ở Việt Nam bảo vệ thành công Luận văn tiến sĩ khoa học về Lý luận văn học.
Gần 50 năm giảng dạy, Phương Lựu đã góp phần đào tạo hàng nghìn cử nhân, hướng dẫn luận án cho 50 Thạc sĩ và 15 Tiến sĩ. Trong đó, có những người sau này đã trở thành những nhà thơ, nhà văn nổi tiếng như Ma Văn Kháng, Phạm Tiến Duật và Nguyễn Khoa Điềm. Năm 2002, ông được Nhà nước Việt Nam trao tặng danh hiệu Nhà giáo Nhân dân.
Tháng 2 năm 2012, ông được trao giải thưởng Hồ Chí Minh về lĩnh vực Khoa học và Công nghệ cho cụm công trình Lý luận phê bình, phương pháp luận nghiên cứu văn học, bao gồm Lý luận phê bình văn học phương Tây thế kỷ XX (2001); Từ Văn học so sánh đến Thi học so sánh (2002); Lý luận phê bình văn học (2004); Phương pháp luận nghiên cứu khoa học (2005); Tư tưởng văn hóa văn nghệ của chủ nghĩa Mác phương Tây (2007). Cụm công trình đã nghiên cứu, giới thiệu tinh hoa lý luận của văn học truyền thống phương Đông cùng với những thành tựu nổi bật của lý luận văn học phương Tây hiện đại và đương đại.
Ngoài Giải thưởng Hồ Chí Minh, ông còn nhận được Giải thưởng Hội Nhà văn Việt Nam năm 1995, Giải thưởng của Liên hiệp các Hội Văn học Nghệ thuật Việt Nam năm 2009. Ông là một trường hợp hiếm hoi khi được nhận Giải thưởng Nhà nước về Văn học Nghệ thuật và cả Giải thưởng Nhà nước về Khoa học Công nghệ.
Đến nay, dù đã nghỉ hưu, ngoài việc tiếp tục hướng dẫn và làm Chủ tịch Hội đồng bảo vệ luận án tiến sĩ, Phương Lựu còn đảm nhiệm vai trò Chủ nhiệm đề tài nghiên cứu khoa học cấp Nhà nước, tham gia Hội Liên hiệp Nho học Quốc tế với tư cách là Ủy viên Thường vụ.
Ông còn là một nhà hảo tâm, hầu hết số tiền ông kiếm được từ các giải thưởng khoa học, ông đều làm từ thiện nhằm phát triển phong trào học tập và văn hóa của nước nhà. Năm 2012, sau khi được nhận Giải thưởng Hồ Chí Minh, Phương Lựu đã tặng toàn bộ 200 triệu đồng tiền thưởng cho Hội Bảo trợ nạn nhân chất độc da cam Việt Nam.

## Bút danh Phương Lựu
Phương Lựu đã giải thích ý nghĩa bút danh của ông rằng: Lựu là tên mẹ ruột, còn Phương là tên mẹ vợ của ông, ghép chung lại có nghĩa là một bông hoa lựu vừa đỏ vừa thơm. Đặc biệt hơn, bút danh Phương Lựu của ông còn có cả trong cuốn Đại từ điển văn học nước ngoài thế kỉ XX của Trung Quốc, do Nhà xuất bản Dịch Lâm (Nam Kinh – Trung Quốc) ấn hành vào năm 1999.

## Công trình nghiên cứu[11]
Tính đến nay Phương Lựu ông viết được 22 chuyên khảo nghiên cứu riêng và 40 công trình nghiên cứu, soạn thảo chung, cũng như hàng nghìn bài báo đăng trên các báo và tạp chí khoa học. Đáng chú ý là “Tuyển tập Phương Lựu”, một bộ sách khổng lồ gồm 3 tập, dày 1.747 trang với tổng cộng gần 70 vạn chữ, tập hợp hầu như tất cả những điều tâm huyết trong suốt cả cuộc đời làm khoa học của ông.
| - 1977: Lỗ Tấn, nhà lý luận văn học (Nhà xuất bản Đại học và Trung học chuyên nghiệp) - 1979: Học tập tư tưởng văn nghệ V.I. Lênin (Văn học) - 1983: Tìm hiểu một nguyên lý văn chương (Khoa học xã hội) - 1985: Về quan niệm văn chương cổ Việt Nam (Giáo dục) - 1989: Tinh hoa lý luận văn học cổ điển Trung Quốc (Giáo dục) - 1994: Trên đà đổi mới văn hoá nghệ thuật (Quảng Ngãi) - 1995: Tìm hiểu lý luận văn học phương Tây hiện đại (Văn học) - 1996: Văn hoá văn học Trung Quốc cùng một số liên hệ ở Việt Nam (Hà Nội) - 1997: Góp phần xác lập hệ thống quan niệm văn học trung đại Việt Nam (Giáo dục) | - 1997: Khơi dòng lý thuyết (Hội nhà văn) - 1997: Tiếp nhận văn học (Giáo dục) - 1998: Nhìn lại nửa thế kỷ lý luận hiện thực xã hội chủ nghĩa ở Việt Nam (Giáo dục) - 1999: Mười trường phái lý luận phê bình văn học đương đại phương Tây (Giáo dục) - 2000: Tiếp tục khơi dòng (Văn học) - 2001: Lý luận phê bình văn học phương Tây thế kỷ XX (Văn học) - 2002: Từ văn học so sánh đến thi học so sánh (Văn học) - 2004: Lý luận phê bình văn học (Đà Nẵng) - 2005: Phương pháp luận nghiên cứu văn học (Đại học Sư phạm) |